# Марио Замбужал
Марио Замбужал (на португалски: Mário Zambujal) е португалски журналист, сценарист, водещ на телевизионни и радиопредавания и автор на произведения в жанровете драма и любовен роман. 

## Биография и творчество
Замбужал е роден в Мора, Португалия на 5 март 1936 г. Още като тийнейджър започва да сътрудничи на сатиричния седмичник „Os Ridículos“.
След завършване на гимназията работи като журналист във вестник „A Bola“ и „Diário de Lisboa“, заместник-директор на спортния ежедневник „Record“, главен редактор на вестник „O Século“ и на вестника „Диарио де Нотисиаш“, директор на вестника за предавания Se7e, на вестник „Mundo Desportivo“ и на седмичника „Tal & Qual“, като колумнист за „24 Horas“.
После се премества в „Радио и телевизия Португалия“, където създава, ръководи и представя няколко програми. Автор е на множество сценарии за телевизионни сериали.
Първият му роман „Crónica dos Bons Malandros“ (Хроника на добрите хитреци) е издаден през 1980 г. и има голям успех. През 1984 г. е екранизиран в едноименния филм.
Произведенията му са характерни с особения визуален и хумористичен стил на писане. 
Член е на Съюза на журналистите в Португалия и негов президент. През 1984 г. е удостоен с Офицерския орден „Инфанте дон Енрике“ за неговия „обогатяващ принос към португалската култура“.
Марио Замбужал живее със семейството си в Лисабон. 

## Произведения

### Самостоятелни романи
- Crónica dos Bons Malandros (1980)[3][1][2]
- Histórias do Fim da Rua (1983)
- À Noite Logo se Vê (1986)
- Fora de Mão (2003)
- Primeiro as Senhoras (2006)
- Já Não Se Escrevem Cartas de Amor (2008)
- Uma noite não são dias (2009)
- Dama de Espadas (2010)
- Longe é um bom lugar (2011)
- Cafuné (2012)
- O Diário Oculto de Nora Rute (2013)
- Serpentina (2014)
Серпентина, изд. „Матком“ (2016), прев. Вера Киркова-Жекова
- Uma Noite não são dias (2015)
- Talismã – a Desordem Natural das Coisas (2015)
- Romão e Juliana (2016)
- Então, boa noite (2018)
- Rodopio (2019)

### Екранизации
- 1982 Gente Fina É Outra Coisa – тв сериал
- 1983 Fim de Semana – тв сериал
- 1984 Crónica dos Bons Malandros
- 1986 A Quinta do Dois – тв сериал
- 1986 Faz de Conta – тв сериал
- 1987 Vem aí o Pai Natal – тв филм
- 1987 – 1988 Lá em Casa Tudo Bem – тв сериал, 35 епизода
- 1988 Toma Lá Revista – тв филм
- 1993 Serões na Província – тв сериал
- 1994 1, 2, 3 – тв сериал, 1 епизод
- 1994 Quem Conta um Conto – тв сериал
- 1993 – 1994 Sozinhos em Casa – тв сериал, 50 епизода
- 1994 – 1995 Isto É o Agildo – тв сериал, 26 епизода
- 1993 – 1996 Nico d'Obra – тв сериал, 90 епизода
- 1996 Os Principais – тв сериал
- 1997 O Jogo do Alfabeto – тв сериал
- 1996 – 1997 Os Imparáveis – тв сериал, 26 епизода
- 1998 Assalto à Televisão – тв сериал
- 2011 Velhos Amigos – тв сериал, 12 епизода
- 2020 – 2021 Crónica dos Bons Malandros – тв сериал, 8 епизода
- 2022 Contado por Mulheres – тв сериал, 1 епизод по „Серпентина“